# 三戸氏
三戸氏（みとし、みつし、さんのへし）は、日本の氏族。
三戸（みと、みつ）氏
- 三浦氏一族。相模国三浦郡三戸村が発祥。三浦義澄の子・友澄が三戸を称したのに始まる。南北朝時代に高師直の従兄弟の三戸師澄、その息子三戸七郎師親の名が見える。
- 扇谷上杉氏家臣の系統。こちらも三浦氏庶流を名乗っているが、上記の三戸氏との関連性は不明。松陰私語に戦巧者として「道灌父子(父:太田道真)、上田・三戸・荻野谷」の名や、時代が下った室町時代後期に三戸義宣や三戸景道などの名が見える。
- 伊豆国田方郡の三戸荘（三津荘）を発祥とする三戸氏。源頼政の子・仲綱の末裔。
- 長州藩士の三戸氏。城頼職の3男・頼房が三戸を称したのに始まるという。建長3年、三戸頼顕が毛利時親の下向に従って安芸国へ入った。「芸藩通志」にみえる備前国の三戸氏も同族。「三戸家文書」を伝えた。ただし文書を伝えた藤左衛門尉家は江戸期に浪人して藩士ではなくなっている。

三戸（さんのへ）氏
- 陸奥国本三戸城から起こった南部氏の一族（宗家）で、盛岡藩主となった三戸南部氏（盛岡南部氏）の別名。南部氏を参照。
  - 上記の三戸南部氏の一門で、5代盛岡藩主南部利視の代に分立した家のこと。利視の子、信伝・信居・信駕・信周・信明・信由（利正）・千之助・七之助・文吉と、利視の甥の利謹の子・謹明（利済）が三戸を称した。信居の系統を新屋敷三戸氏、信駕の家を角屋敷三戸氏、信周の系統を中屋敷三戸氏と呼ぶ。存続したのはこの3家のみで、信伝が分家の旗本南部氏を継ぎ、信由と謹明が本家を継いで絶家、他は夭折および無嗣で断絶している。